# Conus wakayamaensis
Conus wakayamaensis е вид охлюв от семейство Conidae. Видът не е застрашен от изчезване.

## Разпространение и местообитание
Разпространен е в Индонезия (Сулавеси), Провинции в КНР, Тайван, Филипини, Южна Африка (Квазулу-Натал) и Япония.
Обитава пясъчните дъна на морета.